# Osterberg
Osterberg è un comune tedesco di 860 abitanti, situato nel land della Baviera.